# 수르구트네프테가스
수르구트네프테가스(러시아어: ОАО «Сургутнефтегаз»)는 서시베리아에 대규모 석유와 가스 매장량을 보유하고 있던 이전 국영 기업 몇 곳을 합병해 만든 러시아의 석유 및 천연가스 회사이다. 이 회사의 본사는 한티만시 자치구 수르구트에 있다. 2020년 포브스 글로벌 2000에서 수르구트네프트가스는 세계 251위의 주식회사로 선정되었다.